# Список наград и номинаций Сильвестра Сталлоне
Сильвестр Сталлоне — американский актёр, сценарист, кинорежиссёр и продюсер, сыгравший множество ролей в кино.
На протяжении всей своей карьеры, Сталлоне был номинирован на различные премии, включая «Оскар», «Премию Британской Академии в области кино», «Золотой глобус» и «Золотую малину».

## Главные награды

### Премия Британской Академии в области кино
| Год  | Категория           | Номинированная работа | Результат | Пр.   |
| ---- | ------------------- | --------------------- | --------- | ----- |
| 1978 | Лучшая мужская роль | «Рокки»               | Номинация | [ 4 ] |
| 1978 | Лучший сценарий     | «Рокки»               | Номинация | [ 4 ] |

### Премия «Золотой глобус»
| Год  | Категория                               | Номинированная работа  | Результат | Пр.   |
| ---- | --------------------------------------- | ---------------------- | --------- | ----- |
| 1977 | Лучшая мужская роль — драма             | «Рокки»                | Номинация | [ 5 ] |
| 1977 | Лучший сценарий                         | «Рокки»                | Номинация | [ 5 ] |
| 2016 | Лучший актёр второго плана в кинофильме | «Крид: Наследие Рокки» | Победа    | [ 6 ] |

### Премия «Оскар»
| Год  | Категория                         | Номинированная работа  | Результат | Пр.   |
| ---- | --------------------------------- | ---------------------- | --------- | ----- |
| 1977 | Лучшая мужская роль               | «Рокки»                | Номинация | [ 7 ] |
| 1977 | Лучший оригинальный сценарий      | «Рокки»                | Номинация | [ 7 ] |
| 2016 | Лучшая мужская роль второго плана | «Крид: Наследие Рокки» | Номинация | [ 8 ] |

## Международные награды

### Премия «Давид ди Донателло»
| Год  | Категория                | Номинированная работа | Результат |
| ---- | ------------------------ | --------------------- | --------- |
| 1977 | Лучший иностранный актёр | «Рокки»               | Победа    |

### Премия «Сезар»
| Год  | Категория                          | Номинированная работа | Результат |
| ---- | ---------------------------------- | --------------------- | --------- |
| 1992 | Выдающиеся заслуги в кинематографе | N/A                   | Победа    |

## Награды критиков

### Ассоциация киножурналистов Индианы
| Year | Category                            | Nominated work                    | Result    |
| ---- | ----------------------------------- | --------------------------------- | --------- |
| 2015 | «Лучшая мужская роль второго плана» | (за фильм «Крид: Наследие Рокки») | Номинация |

### Ассоциация кинокритиков Вашингтона
| Year | Category                            | Nominated work                    | Result    |
| ---- | ----------------------------------- | --------------------------------- | --------- |
| 2015 | «Лучшая мужская роль второго плана» | (за фильм «Крид: Наследие Рокки») | Номинация |

### Ассоциация кинокритиков Остина
| Год  | Категория                           | Номинированная работа             | Результат |
| ---- | ----------------------------------- | --------------------------------- | --------- |
| 2015 | «Лучшая мужская роль второго плана» | (за фильм «Крид: Наследие Рокки») | Победа    |

### Ассоциация кинокритиков Сент-Луиса
| Год  | Категория                           | Номинированная работа             | Результат |
| ---- | ----------------------------------- | --------------------------------- | --------- |
| 2015 | «Лучшая мужская роль второго плана» | (за фильм «Крид: Наследие Рокки») | Победа    |

### Ассоциация кинокритиков Чикаго
| Year | Category                            | Nominated work                    | Result    |
| ---- | ----------------------------------- | --------------------------------- | --------- |
| 2015 | «Лучшая мужская роль второго плана» | (за фильм «Крид: Наследие Рокки») | Номинация |

### Ассоциация кинокритиков Юты
| Год  | Категория                           | Номинированная работа             | Результат |
| ---- | ----------------------------------- | --------------------------------- | --------- |
| 2015 | «Лучшая мужская роль второго плана» | (за фильм «Крид: Наследие Рокки») | Победа    |

### Ассоциация онлайн-кинокритиков Бостона
| Год  | Категория                           | Номинированная работа             | Результат |
| ---- | ----------------------------------- | --------------------------------- | --------- |
| 2015 | «Лучшая мужская роль второго плана» | (за фильм «Крид: Наследие Рокки») | Победа    |

### Ассоциация онлайн-кинокритиков Нью-Йорка
| Year | Category                            | Nominated work                    | Result    |
| ---- | ----------------------------------- | --------------------------------- | --------- |
| 2015 | «Лучшая мужская роль второго плана» | (за фильм «Крид: Наследие Рокки») | Номинация |

### Национальный совет кинокритиков США
| Год  | Категория                           | Номинированная работа             | Результат |
| ---- | ----------------------------------- | --------------------------------- | --------- |
| 2015 | «Лучшая мужская роль второго плана» | (за фильм «Крид: Наследие Рокки») | Победа    |

### Общество кинокритиков Канзас-Сити
| Year | Category                            | Nominated work                    | Result    |
| ---- | ----------------------------------- | --------------------------------- | --------- |
| 2015 | «Лучшая мужская роль второго плана» | (за фильм «Крид: Наследие Рокки») | Номинация |

### Общество кинокритиков Лас-Вегаса
| Год  | Категория                           | Номинированная работа             | Результат |
| ---- | ----------------------------------- | --------------------------------- | --------- |
| 2015 | «Лучшая мужская роль второго плана» | (за фильм «Крид: Наследие Рокки») | Победа    |

### Общество кинокритиков Сан-Франциско
| Year | Category                            | Nominated work                    | Result    |
| ---- | ----------------------------------- | --------------------------------- | --------- |
| 2015 | «Лучшая мужская роль второго плана» | (за фильм «Крид: Наследие Рокки») | Номинация |

### Общество кинокритиков Феникса
| Год  | Категория                           | Номинированная работа             | Результат |
| ---- | ----------------------------------- | --------------------------------- | --------- |
| 2015 | «Лучшая мужская роль второго плана» | (за фильм «Крид: Наследие Рокки») | Победа    |

### Общество онлайн-кинокритиков
| Year | Category                            | Nominated work                    | Result    |
| ---- | ----------------------------------- | --------------------------------- | --------- |
| 2015 | «Лучшая мужская роль второго плана» | (за фильм «Крид: Наследие Рокки») | Номинация |

### Общество темнокожих кинокритиков
| Год  | Категория                           | Номинированная работа             | Результат |
| ---- | ----------------------------------- | --------------------------------- | --------- |
| 2015 | «Лучшая мужская роль второго плана» | (за фильм «Крид: Наследие Рокки») | Победа    |

### Юго-восточная Ассоциация кинокритиков
| Год  | Категория                           | Номинированная работа             | Результат |
| ---- | ----------------------------------- | --------------------------------- | --------- |
| 2015 | «Лучшая мужская роль второго плана» | (за фильм «Крид: Наследие Рокки») | Победа    |

## Разные награды

### Национальная премия кино и телевидения США
| Год  | Категория      | Номинированная работа                | Результат | Пр.   |
| ---- | -------------- | ------------------------------------ | --------- | ----- |
| 2019 | «Лучший актёр» | (за фильм («Рэмбо: Последняя кровь») | Номинация | [ 9 ] |

### Премия «Выбор критиков»
| Год  | Категория                           | Номинированная работа             | Результат |
| ---- | ----------------------------------- | --------------------------------- | --------- |
| 2016 | «Лучшая мужская роль второго плана» | (за фильм «Крид: Наследие Рокки») | Победа    |

### Премия «Золотая малина»
Сильвестр Сталлоне является лидером по числу наград и номинаций на антипремию «Золотая малина». За свою кинокарьеру он был номинирован 34 раза в различных категориях, из них 12 раз удостаивался «Малины», был признан худшим актёром десятилетия (1980-е гг.) и XX века, пока в 2016 году, ему не была присвоена утешительная награда, «За восстановление репутации».
| Год  | Категория                                                         | Номинированная работа                                                                                                   | Результат |
| ---- | ----------------------------------------------------------------- | --- | --------- |
| 1985 | Худший сценарий                                                   | «Горный хрусталь» | Номинация |
| 1985 | Худшая мужская роль                                               | «Горный хрусталь» | Победа    |
| 1986 | Худший сценарий                                                   | «Рэмбо: Первая кровь 2»                                                                                                 | Победа    |
| 1986 | Худший сценарий                                                   | «Рокки 4» | Номинация |
| 1986 | Худший режиссёр                                                   | «Рокки 4» | Победа    |
| 1986 | Худшая мужская роль                                               | «Рэмбо: Первая кровь 2» и «Рокки 4»                                                                                     | Победа    |
| 1987 | Худший сценарий                                                   | «Кобра» | Номинация |
| 1987 | Худшая мужская роль                                               | «Кобра» | Номинация |
| 1988 | Худшая мужская роль                                               | «Изо всех сил» | Номинация |
| 1989 | Худший сценарий                                                   | «Рэмбо III» | Номинация |
| 1989 | Худшая мужская роль                                               | «Рэмбо III» | Победа    |
| 1990 | Худшая мужская роль                                               | «Взаперти» и «Танго и Кэш»                                                                                              | Номинация |
| 1990 | Худший актёр десятилетия                                          | «Кобра», «Взаперти», «Изо всех сил», «Рэмбо: Первая кровь 2», «Рэмбо III», «Рокки 4», «Горный хрусталь» и «Танго и Кэш» | Победа    |
| 1991 | Худший сценарий                                                   | «Рокки 5» | Номинация |
| 1991 | Худшая мужская роль                                               | «Рокки 5» | Номинация |
| 1992 | Худшая мужская роль                                               | «Оскар» | Номинация |
| 1993 | Худшая мужская роль                                               | «Стой! Или моя мама будет стрелять»                                                                                     | Победа    |
| 1994 | Худший сценарий                                                   | «Скалолаз» | Номинация |
| 1995 | Худший актёрский дуэт                                             | «Специалист» | Победа    |
| 1995 | Худшая мужская роль                                               | «Специалист» | Номинация |
| 1996 | Худшая мужская роль                                               | «Наёмные убийцы» и «Судья Дредд»                                                                                        | Номинация |
| 1997 | Худшая мужская роль                                               | «Дневной свет» | Номинация |
| 1999 | Худшая мужская роль второго плана                                 | «Гори, Голливуд, гори»                                                                                                  | Номинация |
| 2000 | Худший актёр века                                                 | за 99,5 % от всего, что он когда-либо делал.                                                                            | Победа    |
| 2001 | Худшая мужская роль                                               | «Убрать Картера» | Номинация |
| 2002 | Худший сценарий                                                   | «Гонщик» | Номинация |
| 2002 | Худшая мужская роль второго плана                                 | «Гонщик» | Номинация |
| 2002 | Худший актёрский дуэт                                             | «Гонщик» | Номинация |
| 2004 | Худшая мужская роль второго плана                                 | «Дети шпионов 3: Игра окончена»                                                                                         | Победа    |
| 2011 | Худший режиссёр                                                   | «Неудержимые» | Номинация |
| 2014 | Худшая мужская роль                                               | «Неудержимый», «План побега» и «Забойный реванш»                                                                        | Номинация |
| 2016 | Приз за восстановление репутации                                  | «Крид: Наследие Рокки»                                                                                                  | Победа    |
| 2020 | Худшая мужская роль, Худшая экранная комбинация и Худший сценарий | «Рэмбо: Последняя кровь»                                                                                                | Номинация |
| 2024 | Худшая мужская роль второго плана                                 | «Неудержимые 4» | Победа    |

### Премия «Сатурн»
| Год  | Категория                 | Номинированная работа | Результат |
| ---- | ------------------------- | --------------------- | --------- |
| 1997 | За пожизненные достижения | N/A                   | Победа    |

### Премия «Спутник»
| Год  | Категория                                     | Номинированная работа  | Результат | Пр.    |
| ---- | --------------------------------------------- | ---------------------- | --------- | ------ |
| 2016 | Лучшая мужская роль второго плана — кинофильм | «Крид: Наследие Рокки» | Номинация | [ 10 ] |

## Заметки
1. ↑  совместно с Филом Олденом Робинсоном
2. ↑  совместно с Джеймсом Кэмероном и Кевином Жарром
3. ↑  совместно с Шелдоном Леттичем
4. ↑  совместно с Майклом Франсом
5. ↑  совместно с Шэрон Стоун
6. ↑  совместно с Яном Скрентни и Нилом Табачником
7. ↑  совместно с Бёртом Рейнольдсом
8. ↑  утешительная награда